# Мартін Зломислич
Мартін Зломислич (босн. Martin Zlomislić, нар. 16 серпня 1998, Посуш'є) — боснійський футболіст, воротар хорватського клубу «Рієка» та національної збірної Боснії і Герцеговини.

## Клубна кар'єра
Народився 16 серпня 1998 року в місті Посуш'є. Вихованець футбольної школи клубу «Широкі Брієг». Дорослу футбольну кар'єру розпочав 2017 року в основній команді того ж клубу, в якій провів чотири сезони, взявши участь у 38 матчах чемпіонату. 31 березня 2021 року Зломислич розірвав свій контракт та покинув клуб.
Влітку 2021 року Зломислич приєднався до складу «Рієки», де тривалий час був запасним воротарем. У сезоні 2024/25 після уходу Неділько Лабровича, Зломислич нарешті став основним воротарем і у тому ж сезоні виграв з командою чемпіонат Хорватії та став володарем національного кубка.  Станом на 19 липня 2025 року відіграв за команду з Рієки 44 матчі в національному чемпіонаті.

## Виступи за збірні
2016 року зіграв один матч у складі юнацької збірної Боснії і Герцеговини (U-19), а протягом 2019–2020 років залучався до складу молодіжної збірної Боснії і Герцеговини, за яку зіграв у 2 офіційних матчах, пропустивши 1 гол.
19 листопада 2024 року дебютував в офіційних іграх у складі національної збірної Боснії і Герцеговини в матчі Ліги націй УЄФА проти Нідерландів (1:1).
| Дата       | Місто  | Господарі            | Результат | Гості      | Турнір                               | Голи | Примітки |
| ---------- | ------ | -------------------- | --------- | ---------- | ------------------------------------ | ---- | -------- |
| 19-11-2024 | Зениця | Боснія і Герцеговина | 1 – 1     | Нідерланди | Ліга націй УЄФА 2024-2025 - 1-й етап | -1   |          |
| Усього     |        | Матчів               | 1         |            | Голів                                | ?    |          |

## Титули і досягнення
- Чемпіон Хорватії (1):

«Рієка»: 2024/25
- Володар Кубка Хорватії (1):

«Рієка»: 2024/25